# 彼得·施密特山脉
彼得·施密特山脉（俄语：Хребет Петра Шмидта）是得抚岛的山脉，属萨哈林州库里尔斯克区，长约13公里，最高点海拔1,029米。它以苏联动物学家彼得·尤里耶维奇·施密特命名。